# Bagualosaurus agudoensis
Bagualosaurus agudoensis ("lagarto bagual de Agudo") es la única especie conocida del género extinto Bagualosaurus, un dinosaurio sauropodomorfo que vivió hace unos 230 millones de años, en lo que es hoy Sudamérica. Sus restos fueron hallados en la Formación Santa Maria de Brasil, datada en la edad Carniano del Triásico Superior.

## Descripción

Comparación de tamaño de Bagualosaurus con un humano.

Bagualosaurus era un "prosaurópodo" de tamaño mediano, con una longitud estimada en 1,6 metros, y basándose en sus dientes, era un herbívoro.  Los rasgos del cráneo y la estructura dental de este animal son similares a los de los prosaurópodos del Noriense tales como Pantydraco, Efraasia y Plateosaurus. Sin embargo, su esqueleto postcraneal se asemeja más a los primeros sauropodomorfos. De igual manera, mientras que es de tamaño menor al de los sauropodomorfos del Noriense, su talla supera a la de sus parientes contemporáneos, lo que sugiere que era una forma  transicional entre los sauropodomorfos de su época y sus posteriores descendientes del Noriense.
Los descriptores lograron establecer algunos rasgos distintivos. Dos de ellos son autopomorfismos, propiedades derivadas únicas. La parte de la articulación de la cadera que está en el lado superior de la articulación de la cadera tiene una parte superior interna recta, el peine horizontal sobre la articulación de la cadera que no sobresale con la parte inferior. La joroba en el hueso púbico tiene un canal de longitud clara.
Además, hay una combinación única de características no únicas. El cráneo es corto con menos de dos tercios de la longitud del fémur. Los dientes anteriores premaxilares y dentales están a cierta distancia del borde frontal del hocico. El primer diente premaxilar es al menos tan alto como el diente más largo en la mandíbula superior. No hay diastema o sangría entre la maxila y la mandíbula superior. La mayoría de los dientes tienen forma de lanza con dientes ásperos. El borde inferior del hueso ilion sobre la articulación de la cadera es recto. El apéndice de la pierna ilíaca para el hueso púbico se ha ampliado sin un peine en la parte superior. El fémur tiene aproximadamente la misma longitud que la parte inferior de la pierna. La tibia no tiene una cresta fibular clara. La superficie inferior de la tibia tiene una muesca notable en la parte posterior interna. Los huesos metatarsianos están ligeramente construidos.

### Cráneo y mandíbulas

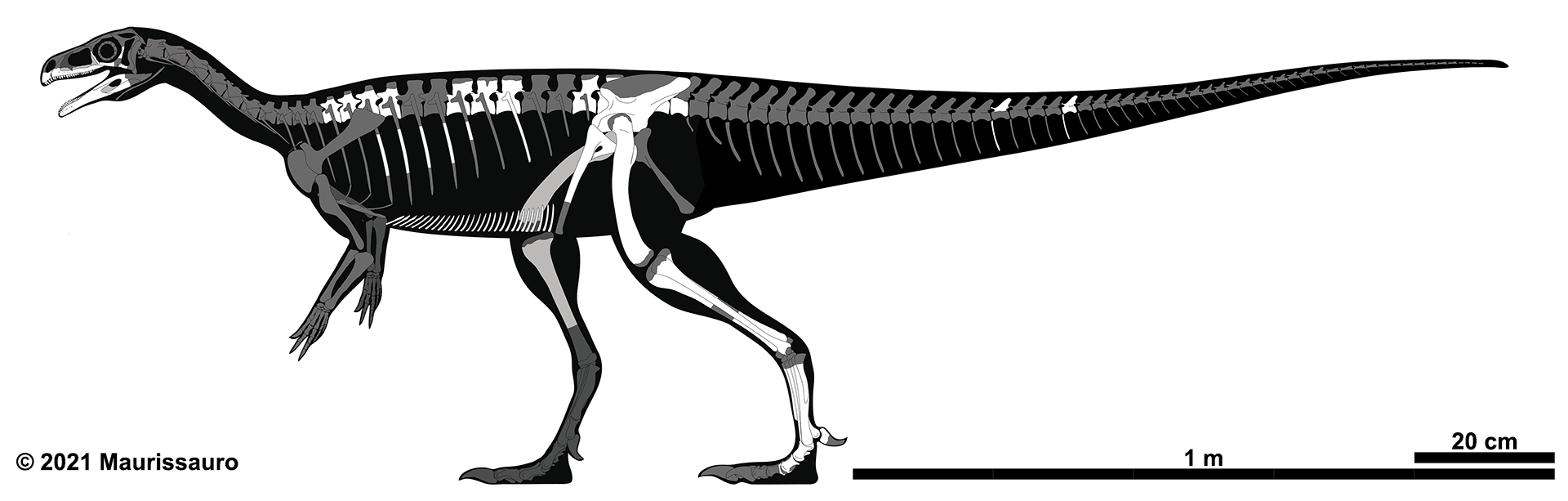
Restos esqueléticos conocidos de Bagualosaurus agudoensis.

Los descriptores suponen que el cráneo, aunque se encontraba por separado, pertenecía al mismo individuo. En ese caso, es notablemente pequeño. El cráneo es probablemente moderadamente alargado y bajo. De hecho, el perfil superior es desconocido. La cavidad ocular es grande, como un animal joven, aproximadamente de la misma longitud que la fenestra antorbital, que cubre un tercio de la longitud total. El premaxilar tiene un cuerpo principal rectangular y una punta ligeramente redondeada. No hay muesca entre premaxilar y hueso maxilar. La hilera de dientes simplemente continúa y el hocico frontal no cuelga. La rama posterior de la mandíbula superior se extiende hasta debajo de la cavidad del ojo. El hueso lagrimal está inclinado hacia delante excluye el pómulo de la fenestra antorbital. Pero no desde el hueco que la rodea. La rama hacia arriba del pómulo es bastante corta. La articulación temporomandibular parece estar bastante baja. Los huesos Vómer forman placas anchas en el paladar.
La mandíbula inferior es bastante baja y alargada. En la parte delantera, el dentario se dobla ligeramente hacia abajo, curvándose de manera que los dientes se abren hacia afuera. El dentario está atravesado por una fila de foramina, pequeños orificios, corriendo hacia atrás en una larga cantera. En la parte posterior se bifurca el dentario. La rama superior forma el borde superior de una ventana lateral bastante larga y está superpuesta en una longitud considerable por la rama frontal del surangular. El surangular, más bien convexo desde arriba, tiene una cresta longitudinal larga en la parte inferior que se eleva hacia atrás. El angular es bastante plana en la parte inferior.
Hay cuatro dientes premaxilares, al menos veintitrés dientes maxilares y al menos dieciocho dientes dentales. El número total en la mandíbula inferior probablemente fue mucho mayor. No se excluyó la posibilidad de dientes en el paladar. La fila de dientes en la mandíbula superior se extiende por debajo de la cavidad del ojo. Los dientes están ligeramente curvados hacia atrás. Son en forma de lanza con una constricción en la base. Hay pendientes relativamente grandes perpendiculares al filo de corte, pero no son demasiado gruesas con tres a cinco dentículos por milímetro lineal. Las estrías en el borde frontal son algo más grandes pero están limitadas al tercio superior. Los dientes faltan en los dientes premaxilares y los dientes dentales frontales; no está claro si esta es su morfología fija o si se han desgastado accidentalmente en esas posiciones. El segundo y tercer dientes premaxilares son los más largos de toda la cabeza, pero solo un poco más largos que los dientes superiores superiores, el cuarto y quinto. Después del quinto diente maxilar, los dientes disminuyen gradualmente en longitud. Los dientes dentales son muy similares a los de la mandíbula superior. Sin embargo, los siete dientes dentales frontales no tienen una constricción en la base.

### Postcráneo
Las presumiblemente quince vértebras son anficoelicas, huecos en la parte delantera y trasera. Cada uno de sus lados tiene dos huecos pero no hay pleurocoelos perforados. Las proyecciones de la articulación anterior se extienden más allá de la parte posterior de las vértebras principales. Tanto en las proyecciones de las juntas delanteras como en las posteriores, las crestas se extienden hacia las protuberancias laterales. Las proyecciones laterales tienen además una cresta trasera y delantera que se extiende sobre su parte inferior, hacia el cuerpo vertebral. Detrás de ella hay un pequeño reborde adicional entre el cuerpo vertebral y la proyección de la articulación posterior. Hay un complejo hipofénico-hipantrum de proyecciones conjuntas adicionales, pero no está claro hasta qué punto esto se extiende en la serie. Las proyecciones de corte frontal son largas en vista lateral. Tienen una ranura vertical en la base trasera. Ya no se puede comprobar su altura. Las protuberancias del cuerpo se vuelven más estrechas hacia la parte trasera de la serie y se limitan a la parte posterior de la vértebra.
El sacro consiste en dos vértebras sacras verdaderas y una vértebra caudosacral conectada pero no fusionada, "atrapada" de la cola. Se le cuenta hasta el sacro basándose en la sospecha de que sus salientes laterales, que no están almacenados en los puntos, tocaron el hueso ilion. La vértebra sacra anterior tiene salientes laterales abruptamente más grandes que la última vértebra, para el contacto con la pelvis. Sin embargo, incluso esta vértebra no es tan diferente. Sin embargo, esto se aplica a la segunda vértebra sacra, que es mucho más ancha y la más larga de toda la columna vertebral conocida. Las vértebras sacras delanteras, no fusionadas juntas, tienen un surco longitudinal poco profundo en la parte inferior. Carecen, sin embargo, de pleurocoelo u otros huecos a los lados. Las protuberancias espinosas de la primera tercera vértebra son estrechas, pero las de la segunda son largas de adelante hacia atrás. Las costillas sagradas son verticalmente planas y muy anchas en la base en planta. Las protuberancias laterales separadas de ellas también son robustas. Las vértebras de la cola conservadas no muestran un complejo hipofeno-hipanteno. Los chevrones están ligeramente inclinados hacia atrás. Tienen un canal hemal cerrado en la parte superior. Son más bien en forma de placa en vista lateral y tienen una ranura vertical en la parte posterior.
Hasta donde se conservan, las costillas en la parte superior tienen una sección transversal redonda, con una inclinación hacia abajo. Una ranura vertical corre en su parte trasera. Las piezas de la costilla abdominal tienen un cuarto del diámetro de las costillas.

## Descubrimiento e investigaciones
En 2007, en la formación rocosa de Janner, a dos kilómetros de Agudo, en Rio Grande do Sul, se encontró el esqueleto de un dinosaurio en un barranco cerca de una piscina. Durante cinco años, el fósil permaneció en un armario en el Laboratorio de la Universidad Federal de Rio Grande do Sul, bajo el cuidado de Cesar Leandro Schultz, hasta que encontró al joven investigador Flávio Augusto Pretto preparado para describirlo. En 2018, Pretto, Max Cardoso Langer y Schultz nombraron y describieron el tipo de Bagualosaurus agudoensis. El nombre de género se deriva del bagual , "chico corpulento" o "tipo rudo" en el idioma regional de Rio Grande do Sul, una referencia a las poderosas patas traseras, es una palabra tomada del español y deriva del nombre del jefe Bagual, la designación de la especie se refiere al origen en Agudo.
El holotipo, UFRGS-PV-1099-T, se encuentra en una capa de piedra fangosa roja de la secuencia de Candelária, una secuencia de deposición en la parte superior e inferior bordeada por una discordancia , posiblemente parte de la formación Santa María que data del carniense. Se compone de un esqueleto parcial con calavera. La parte inferior de un cráneo, las mandíbulas inferiores, nueve vértebras dorsales, tres vértebras sacras, dos vértebras de la cola, costillas, costillas abdominales, chevrones, ambos iliones, un pubis derecho, ambos fémures, ambas tibias, ambos peronéos y el pie izquierdo. Los huesos fueron encontrados en un área de aproximadamente un metro en la plaza. Las patas traseras, la pelvis y las vértebras posteriores estaban más o menos relacionadas. El cráneo estaba allí desde una corta distancia. El esqueleto estaba bastante articulado, cosa rara en un esqueleto triásico y aparentemente fue comido por invertebrados poco después de la muerte del animal. Fue removido en un bochón. El esqueleto se encontró tendido sobre la espalda, con ambas patas traseras levantadas, una actitud inusual hacia los fósiles de Archosauria.

## Clasificación
Bagualosaurus se colocó en una posición derivada libremente en el Sauropodomorpha en relación con la alta edad geológica, bajo Pantydraco y por encima de un clado formado por Chromogisaurus y Saturnalia. La construcción del animal se consideró consistente con esto por los descriptores. Los primeros sauropodomorfos se parecían mucho a Theropoda y probablemente eran depredadores u omnívoros. Bagualosaurus aún tiene las poderosas patas traseras, adecuadas para correr rápido, pero muestra claras adaptaciones a una forma de vida herbívora en los dientes y el cráneo más pequeño. Además, su tamaño ha aumentado, es el mayor sauropodomorfo conocido de carniense. Más tarde Sauropodomorpha aumentaría gradualmente en tamaño.